# Цуценгаузен
Цуценгаузен (нім. Zuzenhausen) — громада в Німеччині, у землі Баден-Вюртемберг. Підпорядковується адміністративному округу Карлсруе. Входить до складу району Рейн-Неккар.
Площа — 11,64 км2. Населення становить 2179 ос. (станом на 31 грудня 2020).